# 1421
1421 (MCDXXI) je bilo navadno leto, ki se je po julijanskem koledarju začelo na sredo.

## Dogodki
- 1. januar

## Rojstva
- 6. december - Henrik VI., angleški kralj († 1471)

Neznan datum
- Lazar Branković, srbski despot  († 1458)

## Smrti
- 21. junij - Jean Le Maingre, francoski vojskovodja, maršal (* 1366)